# Кременец
Кременец (укр. Кременець) град је Украјини у Тернопољској области. Према процени из 2012. у граду је живело 21.639 становника.

## Становништво
Према процени, у граду је 2012. живело 21.639 становника.
| 1979.  | 1989.  | 2001.  | 2012.  |
| ------ | ------ | ------ | ------ |
| 21.171 | 24.570 | 22.051 | 21.639 |

## Партнерски градови
- Констанћин-Језјорна